# Ligação de três centros quatro elétrons
A ligação de três centros quatro elétrons é um modelo utilizado para explicar a ligação de determinadas moléculas, tais como os compostos com moléculas hipervalentes tetra e hexa-atômicos inter-halogênios, como o tetrafluoreto de enxofre, fluoretos de xenônio, e íons bifluoreto. É também conhecido como o modelo de três centros de Pimentel-Rundle depois do trabalho publicado por George C. Pimentel, em 1951, que o construiu sobre conceitos desenvolvidos anteriormente por Robert E. Rundle para a ligação deficiente em elétrons. Uma versão estendida do modelo é usada para descrever toda a classe de moléculas como os hipervalentes pentafluoreto de fósforo e hexafluoreto de enxofre, bem como multi-centro de ligações pi, tais como o ozônio e o trióxido de enxofre.